# Platja de la Musclera
La platja de la Musclera és una platja de la costa del Maresme, situada al municipi d'Arenys de Mar (Maresme), a ponent de la població, davant el front marítim del turó de la Torre dels Encantats. Limita per llevant amb la Punta del Canyadell, petita formació rocosa que la separa de la platja de les Roques d'en Lluc, i per ponent amb la platja de la Riera del terme de Caldes d'Estrac. Té una longitud de gairebé 670 metres i una amplada que oscil·la entre els 50 i els 80 metres de sorra de gra fi i mitjà. Hi ha un tram d’uns 200 metres de platja, en el sector de llevant, en què es practica el nudisme.